# Японский журавль
Япо́нский жура́вль, или уссури́йский жура́вль, или маньчжу́рский жура́вль (лат. Grus japonensis) — птица семейства журавлей, обитающая на Дальнем Востоке и в Японии. Редкий вид, его общая численность оценивается в 1700—2000 особей. Находился под угрозой полного исчезновения, охраняется международным и национальными законодательствами. Однако с последней трети XX века, в связи с постепенным ростом численности вида на Хоккайдо, японский журавль начал постепенно осваивать и соседние российские острова (Сахалин, Кунашир, Хабомаи и др.).

## Описание
Один из самых крупных журавлей, его рост составляет около 158 см, а масса 7,5—10 кг. Размах крыльев 220—250 см. Бо́льшая часть оперения, включая и кроющие перья крыльев (отличительный признак от других видов) ярко-белые. У взрослых птиц в верхней и передней части головы перья отсутствуют, кожа в этом месте окрашена в ярко-красный цвет. От глаз к затылку и далее на шее имеется широкая белая полоса, которая резко контрастирует с чёрным цветом шеи. Радужная оболочка глаз чёрная. Ноги тёмно-серые. Половой диморфизм (видимые различия между самцом и самкой) в окрасе не выражен, но самцы выглядят несколько крупнее.
Молодые журавли выглядят несколько иначе — их оперение имеет смесь белых, рыжих, светло-коричневых и светло-серых тонов. Шея имеет перья от светло-серого до тёмно-коричневого цвета, а маховые перья второго порядка бледно-чёрные либо коричневые. Маховые перья первого порядка белые с чёрными окончаниями. Участки голой кожи на голове отсутствуют.
Подвидов не образует.

## Распространение

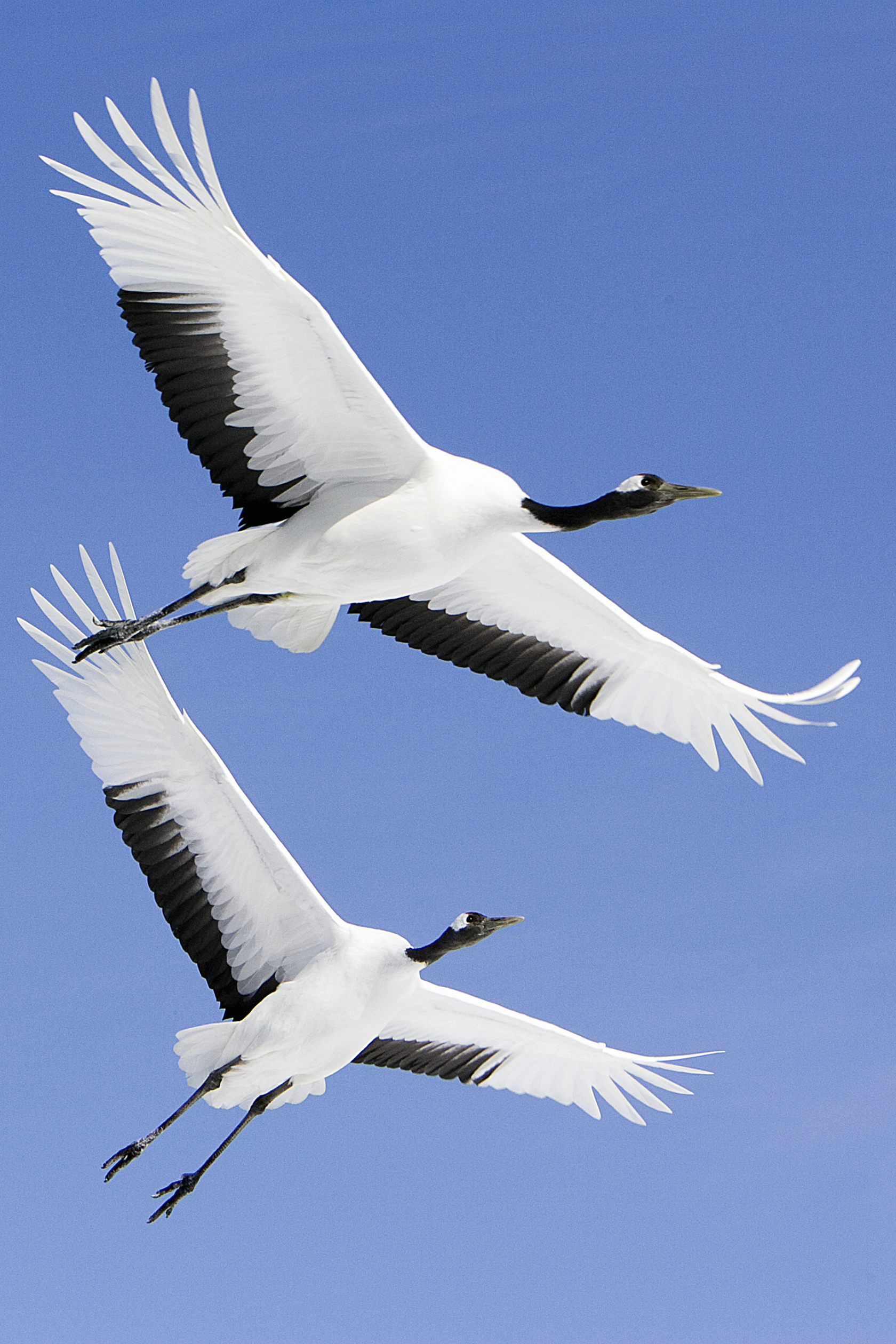
Японские журавли в полете

Природный ареал охватывает 84 000 км² и полностью ограничен Дальним Востоком и Японией. Различают две обособленные популяции этих птиц, одна из которых условно называется «островная» и ведёт оседлый образ жизни на востоке японского острова Хоккайдо и Южных Курильских островах; а вторая популяция, «материковая», гнездится в бассейнах рек Амур и Уссури и к северу от озера Болонь на территории России, а также на северо-западе Китая вдоль границы с Монголией. Кроме того, имеется обособленный природный участок гнездящихся журавлей на территории Национального природного заповедника Шуантай-Хэкоу (англ. Shuangtai Hekou Nature Reserve) в восточной китайской провинции Ляонин. Материковая популяция в зимнее время мигрирует на Корейский полуостров в бассейн р. Чхорвон в демилитаризованной зоне между Северной и Южной Кореей и на восточное побережье Китая.
Сильно зависит от источников воды. Гнездится в низинных заболоченных долинах рек с обилием осоки, вейника (Calamagrostis) или тростника (Phragmites communis), котловинах озёр, влажных лугах с хорошим просмотром. В отличие от других азиатских видов журавлей, предпочитает устраивать гнездо вблизи от достаточно глубоких участков воды. Ещё одним необходимым условием является наличие стоячей мёртвой растительности. Избегают участков после пожара. Во время размножения сильно чувствителен к присутствию человека и избегает поселений, дорог и районов, подвергшихся хозяйственной деятельности.
Во время зимней миграции кормится на рисовых и пшеничных полях, в прибрежных маршах, пресноводных заболоченных территориях, в эстуариях рек.

## Размножение

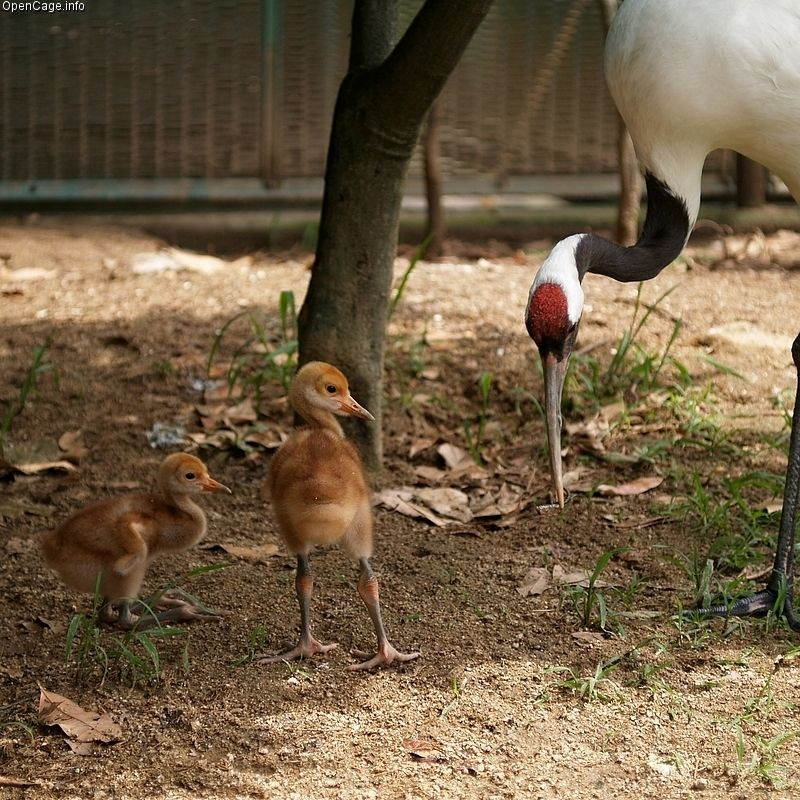
Японский журавль с птенцами

Как и у других видов журавлей, состоявшаяся пара отмечает своё соединение совместным характерным пением, которое обычно издаётся с запрокинутой головой и поднятым вертикально вверх клювом и представляет собой череду сложных протяжных мелодичных звуков. При этом самец всегда расправляет крылья, а самка держит их сложенными. Первым начинает кричать самец, самка на каждый возглас самца отвечает два раза. Ухаживание сопровождается характерными журавлиными танцами, которые могут включать в себя подпрыгивание, перебежки, хлопанье крыльями, подбрасывание пучков травы и наклоны.
К месту гнездовий перелётные журавли прибывают в конце марта — начале апреля. Плотность гнёзд различна в зависимости от территории и в среднем составляет 4—12 км2 в Приамурье, 0,7—7,8 км2 на Хоккайдо и около 2,6 км2 в Китае. Участок для будущего гнезда выбирается с учётом наличия воды глубиной 10—50 см, болотистой местности, изобилия высокой (0,3—2 м) сухой стоячей травы, пригодной для строительства гнезда, хорошего обзора и отсутствия поблизости следов человеческой деятельности. Основную функцию по охране гнезда берёт на себя самец.
Самка обычно откладывает два яйца. В китайской провинции Ляонин яйца обычно откладываются 10—13 апреля, тогда как в Приамурье 16—22 апреля. Инкубационный период составляет 29—34 дня. В отличие от других видов журавлей птенцы неагрессивны по отношению друг к другу и, как правило, выживают оба. На крыло птенцы становятся примерно через 95 дней.

## Питание

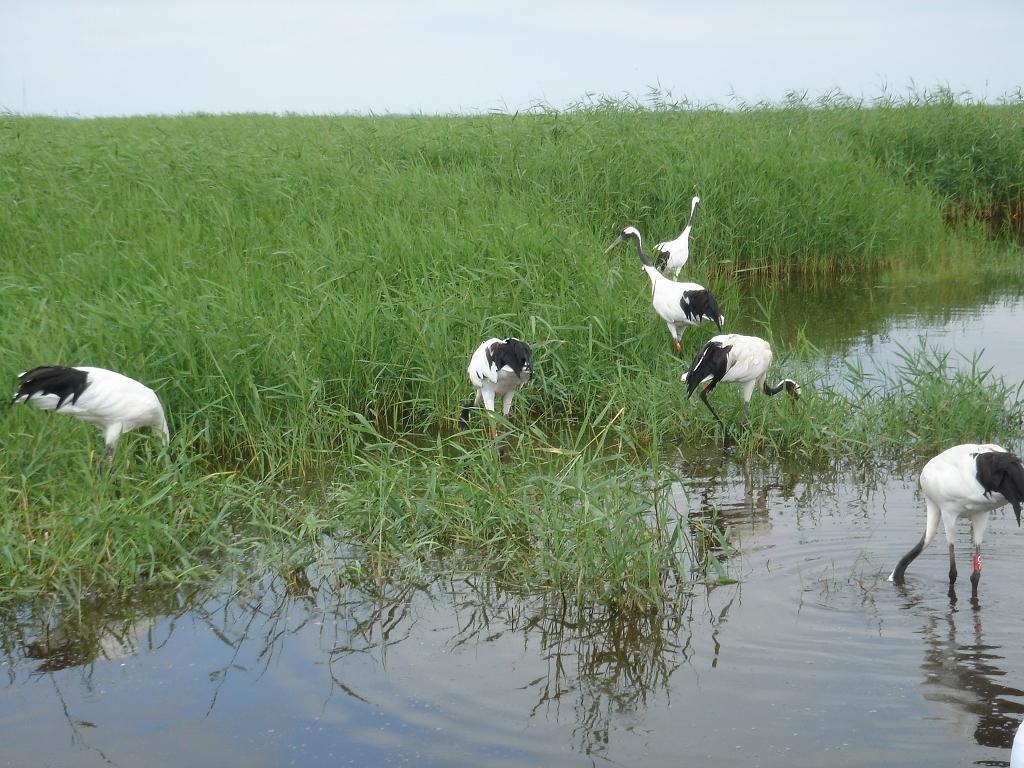
Группа журавлей в Чжалуне

Японские журавли всеядны, но всё же в их рационе преобладает животная пища. Имеют достаточно широкий диапазон питания, употребляя в пищу почки, побеги и корневища болотных растений; зёрна и побеги риса, пшеницы и кукурузы; водных насекомых (рисовая кобылка Oxia chinensis, водолюб Hydrous dauricus, водяной клоп Diplonischus major); моллюсков (уссурийская живородка Cipangopaludina ussuriensis); земноводных (Rana spp); рыбу (золотая рыбка Carrasius auratus, амурский вьюн Misgurnus anguillicaudatus, ротан (Perccottus glenii)) и мелких грызунов (большая полёвка Microtus fortis). Известны случаи, как японские журавли разоряли гнёзда водоплавающих птиц.

## Угрозы и охрана
Японский журавль считается вторым по малочисленности видом журавлей после американского. В течение XX века численность этих птиц колебалась — полагают, что она достигла критической отметки в годы Второй мировой войны. В настоящее время вид находится под угрозой вымирания и включён в списки Международной Красной Книги и Красной Книги России, а также находится под запретом международной торговли (Список CITES).
Основным лимитирующим фактором популяции этого вида остаётся деградация и сельскохозяйственное освоение земель, пригодных для воспроизводства. Уменьшение площади гнездовий вызывается искусственной мелиорацией, строительством дамб, отведением земель под посадки. Существует потенциальная опасность вооружённого конфликта между Северной и Южной Кореей, который в случае возникновения неизбежно негативно отразится на численности журавлей.

## Журавли в мультфильмах
Встречаются в мультфильме Кунг-Фу Панда, а также в японском аниме, предварительно в роли самурайских сопровождающих.